# Carles Velat
Carles Velat i Abella (* 3. November 1946 in Barcelona; † 24. August 2016 ebenda) war ein spanischer Synchronsprecher, Film- und Bühnenschauspieler.

## Leben
Velat begann mit dem Universitätstheater und schrieb sich Ende der 1960er Jahre an der Theaterschule Adrià Gual ein, wo er unter anderem Ricard Salvat, Josep Montanyès und Fabià Puigserver kennenlernte. Er nahm an verschiedenen Theaterproduktionen teil, hauptsächlich in Barcelona, aber auch in Madrid, wo er mit Fernando Fernán Gómez zusammenarbeitete. In den 1970er Jahren begann er seine Filmkarriere mit Rollen in Filmen wie La oscura historia de la prima Montse (Jordi Cadena, 1977) und Mi hija Hildegart (Fernando Fernán Gómez, 1977). Parallel dazu wirkte er in Fernsehserien wie La saga dels Rius mit.
Die Popularität von Carles Velat festigte sich zu Beginn der 1980er Jahre mit Serien wie Les Guillermines del rei Salomó, Carme i David, Küche, Esszimmer und Bett und Digui, digui... und Filmen wie La vaquilla (Luis García Berlanga, 1985). In den 1990er Jahren spielte er in der Serie La Rosa mit und kehrte nach einigen Jahren der Inaktivität mit Filmen wie El gran Vázquez (Óscar Aibar, 2010) und Theaterstücken wie August im Nationaltheater zurück.

## Filmografie
- 1972–1973: Teatro catalán (Fernsehserie, 5 Folgen)
- 1972–1974: Ficciones (Fernsehserie, 7 Folgen)
- 1974–1978: Novela (Fernsehserie, 14 Folgen)
- 1975: Palabras cruzadas (Fernsehserie, eine Folge)
- 1975–1977: Original (Fernsehserie, 6 Folgen)
- 1975–1978: Lletres catalanes (Fernsehserie, 14 Folgen)
- 1976: Cuentos y leyendas (Fernsehserie, eine Folge)
- 1976: Un globo, dos globos, tres globos (Fernsehserie, 2 Folgen)
- 1976: Los libros (Fernsehserie, Folge 2x04)
- 1976–1977: La saga de los Rius (Fernsehserie, 10 Folgen)
- 1976–1977: Teatro Club (Fernsehserie, 5 Folgen)
- 1977: La oscura historia de la prima Montse
- 1977: Taller de comèdies (Fernsehserie, 2 Folgen)
- 1977: Mi hija Hildegart
- 1978: Llibre dels fets del bon rei en Jaume (Fernsehserie, 2 Folgen)
- 1978: Un somni i mil enganyifes (Fernsehfilm)
- 1979: Escrito en América (Fernsehserie, eine Folge)
- 1979: Companys, procés a Catalunya
- 1979–1980: Novel·la (Fernsehserie, 2 Folgen)
- 1980: ¡En qué lío me han metido!
- 1980: La campanada
- 1980: Un permiso para ligar
- 1981: Cervantes (Fernsehserie, 2 Folgen)
- 1981: Les guillermines del rei Salomó (Fernsehserie, 13 Folgen)
- 1981: La cripta
- 1981: ¡Viva la Pepa! (Viva la Pepa)
- 1981: Barcelona sur
- 1981–1983: Estudio 1 (Fernsehserie, 4 Folgen)
- 1982: Tres por cuatro
- 1982: El diario rojo
- 1982: La rebelión de los pájaros
- 1982: Las aventuras de Zipi y Zape
- 1982: Entre paréntesis
- 1982: Pares y nones
- 1982: En busca del polvo perdido
- 1982, 1984: Teatre (Fernsehserie, 2 Folgen)
- 1983: El fascista, doña Pura y el follón de la escultura
- 1983: La selva está loca, loca, loca…
- 1983: Un encargo original (Fernsehserie, eine Folge)
- 1983: Un genio en apuros (Un geni amb l’aigua al coll)
- 1983: No me toques el pito que me irrito
- 1983: Total (Fernsehfilm)
- 1983–1984: Deliciosamente absurdos (Miniserie, 3 Folgen)
- 1984: El pan debajo del brazo
- 1984: Carme i David, cuina, menjador i llit (Fernsehserie, 13 Folgen)
- 1984–1987: Digui, digui (Fernsehserie, 4 Folgen)
- 1985: Planeta Imaginari (Fernsehserie, eine Folge, Sprechrolle)
- 1985: La vaquilla
- 1985: Sé infiel y no mires con quién
- 1986: L’ombra de l’escorpí (Fernsehfilm)
- 1986: Los nuevos curanderos
- 1986: Mino – Ein Junge zwischen den Fronten (Mino, Miniserie, 2 Folgen)
- 1986: Escalera interior, escalera exterior (Fernsehserie, 13 Folgen)
- 1987: Redondela
- 1987: Caín
- 1987: La voglia di vincere (Miniserie, Folge 1x02)
- 1988: 13 x 13 (Fernsehserie, Folge 1x10)
- 1988: Amb la mosca al nas (Fernsehfilm)
- 1988: Crònica negra (Fernsehserie, Folge 1x07)
- 1989: El baile del pato
- 1990: Don Rock (Fernsehserie, Folge 1x06)
- 1991: Les aparences enganyen
- 1995: Estació d’enllaç (Fernsehserie, Folge 1x10)
- 1996: Rosa, punt i a part (Miniserie, 4 Folgen)
- 1998: Dues dones (Fernsehfilm)
- 2010: El Gran Vázquez
- 2011: Ermessenda (Miniserie, 2 Folgen)
- 2011: 14 d’abril. Macià contra Companys (Fernsehfilm)
- 2013: Gran Nord (Fernsehserie, Folge 2x13)
- 2013: Capa Caída
- 2015: La Xirgu (Fernsehfilm)